# Francesco Lozzi
Francesco Lozzi (Roma, 27 febbraio 1921 – Roma, 18 settembre 1975) è stato un calciatore italiano, di ruolo centrocampista.

## Carriera
Cresce nel settore giovanile della Roma, che dopo la fine della Seconda guerra mondiale lo cede alla Nocerina, in Serie C.
In seguito ha giocato con il Palermo per due stagioni consecutive, entrambe in Serie B; nella stagione 1946-1947 ha disputato 18 partite, mentre l'anno seguente ha contribuito alla vittoria del campionato cadetto giocando 30 partite. In seguito passa all'Arsenale Messina, con cui nella stagione 1948-1949 gioca 4 partite in Serie C.

## Palmarès

### Club

#### Competizioni nazionali
- Campionato italiano di Serie B: 1

Palermo: 1947-1948

#### Competizioni regionali
- Prima Divisione: 1

Colleferro: 1941-192